# BartPE
BartPE (Bart's Preinstalled Environment) is een LiveCD versie van Microsoft Windows XP of van Microsoft Windows Server 2003, ontwikkeld door Bart Lagerweij.
BartPE maakt het mogelijk om een uitgeklede Windows rechtstreeks van een cd-rom, dvd-rom of usb-stick op te starten. Dit is dus onafhankelijk van het reeds geïnstalleerde systeem op de computer. Op deze manier kunnen bijvoorbeeld gegevens van een bestaande Windows-installatie bekeken of hersteld worden.
Ook kan de harde schijf gescand worden op virussen, spyware of rootkits.
Om een BartPE te kunnen maken moet de gebruiker beschikken over een installatie-cd van Windows XP (of Server 2003) en het freeware programma PE Builder.

## BartPE vs. Windows Preinstallation Environment
Microsoft heeft zijn eigen Preinstalled Environment, genaamd WinPE.
BartPE verschilt hier op een aantal punten van.
- Het is niet ontwikkeld door Microsoft, maar door Bart Lagerweij.
- BartPE is uit te breiden met plugins.
- BartPE heeft een grafische interface, terwijl WinPE met een opdrachtregel werkt.

## Diensten beëindigd
In december 2015 meldt de website Nu2 Productions: "Bart's PE Builder is no longer available. We have to move on!". Een aantal onderdelen van de site is nog wel actief.